# Martin Kase
Martin Kase (* 2. September 1993 in Jõelähtme) ist ein estnischer Fußballspieler. Aktuell steht der Junioren-Nationalspieler bei Paide Linnameeskond in der estnischen Meistriliiga unter Vertrag.

## Karriere

### Verein
Kase begann seine Karriere zunächst beim Loo JK, welcher in seiner Heimatregion Jõelähtme beheimatet ist. Im Jahr 2006 kam er zum JK Tallinna Kalev aus der Landeshauptstadt Tallinn. Zunächst in der Jugend aktiv debütierte dieser 2010 in der zweiten estnischen Liga der Esiliiga. Am Ende der Spielzeit 2011 konnte er als Stammspieler mit der Mannschaft in die Meistriliiga aufsteigen. Bereits am 1. Spieltag der neuen Meistriliiga-Saison kam Kase dort zu seinem Debüt in der höchsten Spielklasse gegen den FC Viljandi. Am Ende der Saison kam er mit dem Verein auf den 9. Tabellenplatz, womit man in den Relegationsspielen gegen den JK Tarvas Rakvere antreten muss. Im ersten der beiden Spiele gewann Kalev in Rakvere mit 2:1; den Treffer zum Sieg erzielte Kase. Am Ende der Saison 2012 wechselte Kase zum FC Flora Tallinn. 

### Nationalmannschaft
Martin Kase debütierte erstmals für Estland im Jahr 2011 in der U-19 während des Baltic Cups dieser Altersklasse. Für die U-21 kam er ein Jahr später in einem Spiel gegen Turkmenistan zu seinem Debüt, nachdem er dort für Andero Pebre eingewechselt wurde. Mit der U-19 nahm Kase an der Europameisterschaft 2012 teil die in Estland stattfand. Der Innenverteidiger kam in zwei der drei Vorrundenspielen zum Einsatz, wobei er jeweils eingewechselt wurde. Zunächst im ersten Spiel gegen Portugal für Hannes Anier sowie im zweiten gegen Griechenland für Juri Gavrilov. Nach drei Niederlagen schied er mit dem Team nach der Vorrunde aus. 

## Erfolge
mit dem JK Tallinna Kalev:
- Aufstieg in die Meistriliiga

mit dem FC Flora Tallinn:
- Estnischer Pokal: 2013